# Jaime Castrillo
Castrillo  Zapater est un nom espagnol. Le premier nom de famille, en général paternel, est Castrillo ; le second, en général maternel, souvent omis, est Zapater.
Jaime Castrillo Zapater, né le 13 mars 1996 à Jaca (Aragon), est un coureur cycliste espagnol.

## Biographie

### Carrière amateur
Jaime Castrillo pratique d'abord le basketball durant sa jeunesse. Il commence à se consacrer au cyclisme à l'âge de quinze ans au Club Ciclista Oscense,. 
Chez les juniors (moins de 19 ans), il se distingue lors de la saison 2014 en obtenant cinq victoires, dont le titre de champion d'Espagne à Mazarrón. Il intègre ensuite le club Lizarte en 2015, qui fait alors office de réserve pour la formation World Tour Movistar. Bon grimpeur, il obtient de nombreuses victoires chez les amateurs durant trois saisons. Il devient également champion d'Espagne du contre-la-montre en 2017 dans la catégorie espoirs (moins de 23 ans). La même année, il représente son pays lors des championnats du monde de Bergen, où il se classe treizième du contre-la-montre espoirs.

### Carrière professionnelle
Remarqué par ses performances, il passe professionnel en 2018 dans l'équipe Movistar. Il réalise ses débuts en compétition lors du Tour Down Under, où il est désigné coureur le plus combatif du jour de la deuxième étape, grâce à une échappée.
Non conservé par Movistar, il quitte le World Tour et rejoint la formation Kern Pharma en 2020. Sous ses nouvelles couleurs, il termine deuxième du Tour de Serbie, quatrième du championnat d'Espagne du contre-la-montre et sixième de Belgrade-Banja Luka. En 2021, il prend la neuvième place du Tour du Frioul-Vénétie julienne. 

## Palmarès et résultats

### Palmarès par année
- 2014
  -  Champion d'Espagne sur route juniors
  - Tour de Pampelune :
    - Classement général
    - 1re étape
- 2015
  - Loinatz Proba
- 2016
  - Circuito de Pascuas
  - Subida a Altzo
  - 3e étape du Tour de Palencia
  - Laudio Saria
  - 2e du Tour de Palencia
  - 2e du Zumaiako Saria
  - 3e du Mémorial Valenciaga
- 2017
  -  Champion d'Espagne du contre-la-montre espoirs
  - Mémorial Cirilo Zunzarren
  - Mémorial Aitor Bugallo
  - 2e du Tour de Navarre
- 2018
  - 6e du championnat du monde sur route espoirs
- 2020
  -  2e du Tour de Serbie
- 2024
  - 3e du championnat d'Espagne sur route amateurs

### Classements mondiaux
| Année          | 2018 |
| -------------- | ---- |
| UCI World Tour | 401e |